# Pseudotrapelus
Genre
Pseudotrapelus est un genre de sauriens de la famille des Agamidae. 

## Répartition
Les six espèces de ce genre se rencontrent dans le Nord-Est de l'Afrique et au Proche-Orient.

## Liste des espèces
Selon The Reptile Database (13 mai 2016) :
- Pseudotrapelus aqabensis Melnikov, Nazarov, Ananjeva & Disi, 2012
- Pseudotrapelus chlodnickii Melnikov, Śmiełowski, Melnikova, Nazarov & Ananjeva, 2015
- Pseudotrapelus dhofarensis Melnikov & Pierson, 2012
- Pseudotrapelus jensvindumi Melnikov, Ananjeva & Papenfuss, 2013
- Pseudotrapelus neumanni (Tornier, 1905)
- Pseudotrapelus sinaitus (Heyden, 1827)

## Publication originale
- Fitzinger, 1843 : Systema Reptilium, fasciculus primus, Amblyglossae. Braumüller et Seidel, Wien, p. 1-106 (texte intégral).